# Naturresurs
Naturresurser eller naturtillgångar är ekonomiska tillgångar som existerar i naturen utan människans inblandning. Ur vissa naturresurser kan råvaror eller primärenergi utvinnas. I motsats till naturresurser står processade och odlade resurser. Naturresurser kan indelas i förnyelsebara (till exempel vind, sol och skog) respektive de ej förnyelsebara (malm, olja, kol (bränsle) och uran). Naturresurser kan sedan indelas i biotiska resurser (organiskt material) och abiotiska resurser (exempelvis mark, dricksvatten, gruvor och mineraler).
Icke förnyelsebara resurser som kan återanvändas är metaller, sten, sand och grus. Kol, olja, malm, uran och gas är exempel på resurser som inte är förnybara resurser som inte kan återanvändas. Hållbara resurser är exempelvis solstrålningen, vindens rörelser, havsvattnets rörelser, flöden i vattendrag och jordens inre värme.
En konfliktresurs är en naturresurs som utvinns i ett konfliktområde och vars försäljning finansierar fortsatta strider, eller möjliggör internationell kriminalitet eller allvarliga kränkningar av mänskliga rättigheter. Ett exempel är konfliktdiamanter.